# Palaeorhoptrocentrus kanti
Palaeorhoptrocentrus kanti (лат.) — ископаемый вид наездников-браконид из подсемейства Doryctinae. Балтийский янтарь, эоцен. Назван в честь философа Иммануила Канта, на родине которого был обнаружен.

## Описание
Мелкие наездники-бракониды. Длина тела 2,0—2,3 мм; длина переднего крыла 1,6—1,7 мм. Для этого таксона характерно постфуркальное расположение рекуррентной жилки (m-cu) на переднем крыле, дистально закрытая брахиальная (вторая субдискальная) ячейка, не интерстициальная параллельная жилка (CU1a) и короткая субмедиальная (суббазальная) ячейка на заднем крыле. Описан из позднеэоценового балтийского янтаря на примере двух самок. Вид был впервые описан в 2023 году российским гименоптерологом Сергеем Белокобыльским (ЗИН РАН, Санкт-Петербург) и палеоэнтомологом Андраником Манукяном (Музей янтаря, Калининград) и обозначен типовым видом в отдельном роде †Palaeorhoptrocentrus Belokobylskij, 2023. В этот род авторы перенесли ранее известный вид Doryctomorpha tertiaria Brues, 1933 переносится в род Palaeorhoptrocentrus с новым названием P. tertiaria (Brues, 1933). Новый род сходен с аналогичными сохранившимися родами Dendrosotinus Telenga, 1941, Guaygata Marsh, 1993 и Rhoptrocentrus Marshall, 1897.